# Opołonek
Opołonek (1028 m) – szczyt w granicznym paśmie Bieszczadów Zachodnich, górujący nad Przełęczą Użocką.

## Opis
Zbocza Opołonka porośnięte są buczyną karpacką. Na zachód od wierzchołka, tuż przy granicy, po ukraińskiej stronie znajduje się pomnik przyrody – Skała Dobosza. Jeszcze obecnie na Opołonku stoją resztki stalowego płotu z drutu kolczastego o wysokości około 2 metrów (tzw. sistiema), mającego uniemożliwić w przeszłości przekraczanie granicy. W latach 70. XX w. był on podłączony do prądu o niskim natężeniu. Każde dotknięcie drutów wyzwalało szybką reakcję radzieckich wopistów.
Wejście na Opołonek od polskiej strony nie jest dozwolone, ponieważ szczyt znajduje się na terenie Bieszczadzkiego Parku Narodowego, a nie prowadzi tam żaden znakowany szlak turystyczny. Na wejście trzeba każdorazowo uzyskiwać zgodę BdPN i Straży Granicznej. Tymczasem Opołonek bywa celem nielegalnych wycieczek turystycznych – ryzykownych, bo teren jest patrolowany przez Straż Graniczną i strażników BdPN. Legalne wejście na szczyt jest natomiast możliwe od strony ukraińskiej, szlakiem zielonym wiodącym z Przełęczy Użockiej wzdłuż granicy, którym dojść można także na Kińczyk Bukowski. Na Opołonku znajdują się słupy graniczne nr 216, natomiast maszerując wzdłuż granicy w kierunku zachodnim zobaczyć można wiele przedwojennych (II Rzeczpospolita) słupków granicznych dawnej granicy polsko-czechosłowackiej (później polsko-węgierskiej), która na tym odcinku biegła nieco inaczej niż obecna polsko-ukraińska.
W końcu lat dwudziestych pobliskie Sianki odwiedził Józef Piłsudski. Zawędrował on także z dziećmi na Opołonek, do Skały Dobosza.
Na południowo-wschodnim stoku Opołonka, około kilometr od szczytu, znajduje się siodło bez nazwy (słupy graniczne nr 219), stanowiące najdalej wysunięty na południe punkt terytorium Polski – 49°00'07.33"N, 22°51'34.87"E. Sam szczyt znajduje się około 1,5" na północ.
Z rzadkich w Polsce roślin na Opołonku występują arnika górska i pszeniec biały.

## Piesze szlaki turystyczne
ukraiński Przełęcz Użocka (853 m) – Opołonek (1028 m) – Kińczyk Bukowski (1251 m)